# أناركية بدائية

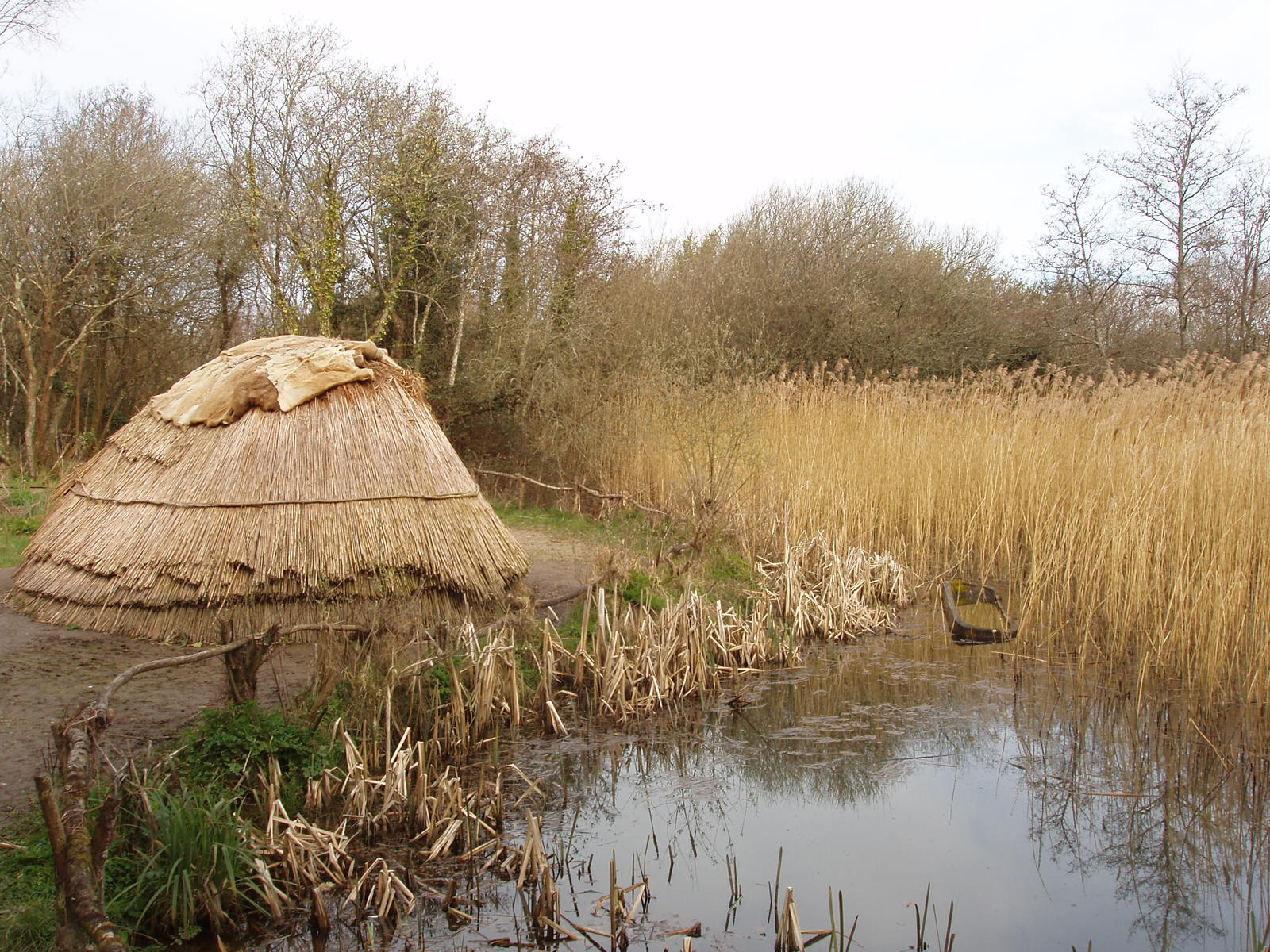

الأناركية البدائية هي نقد أناركي لأصول الحضارة وتطورها. وفقًا لأفكارالأناركية البدائية، فقد سبّب الانتقال من مجتمعات الجمع والصيد إلى مجتمعات الزراعة في قيام التكوين الطبقي الاجتماعي، الإكراه، والاغتراب، والانفجار السكاني. يروج معتنقو الأناركية البدائية لأنماط الحياة غير المتحضرة عبر التخلص من المنتجات الصناعية، وإلغاء تقسيم العمل والتخصصات، والتخلي عن تقنيات المنظمات المستخدم على نطاق واسع.
يرفض العديد من الأناركيين البدائيين التقليديين انتقاد مفهوم الحضارة، بينما يدعم بعضهم، مثل ولفي لاندشترايشر، هذا الانتقاد ولكنهم لا يعتبرون أنفسهم أناركيين بدائيين. يتميز الأناركيون البدائيون بتركيزهم على مفهوم البراكسيس لتحقيق حالة بدائية من الوجود عبر «إعادة الحياة البرّية».

## التاريخ

### الأصول
في الولايات المتحدة الأمريكية، أخذت الأناركية تنحو منحىً بيئياً وخصوصاً في كتابات هنري ديفيد ثورو. في كتابه، وولدن، يروج ثورو لنمط حياة بسيطة قائمة على الاكتفاء الذاتي في البيئة المحيطة، في رفض واضح للتقدم الذي جاءت به الحضارة الصناعية. «رأى الكثيرون في ثورو رائدًا للحركة البيئية والأناركية البدائية، والتي يمثلها حالياً جون زيرزان. بالنسبة لجورج ودكوك، يمكن أن يُعتبر هذا الموقف ناجماً عن فكرة مناهضة التقدم ورفض المادية المتزايدة التي صارت سمةً لازمة للمجتمع الأمريكي في منتصف القرن التاسع عشر». زيرزان نفسه ضمّ النص الذي كتبه ثورو بعنوان «رحلات» (1863) في كتابه الذي وضع فيه مجموعة كتابات مناهضة للحضارة أسماه ضد الحضارة: قراءات وتأمّلات من العام 1999.
في أواخر القرن التاسع عشر، ظهرت حركة العريّ الأناركية نتيجة لاتحاد الفلسفات الأناركية ومذهب العريّ. كان لها أهمية بارزة في الدوائر الأناركية الفردانيّة في كلّ من إسبانيا، وفرنسا، والبرتغال. كان من ضمن الذين تأثرت بهم هذه الحركة، هينري ديفيد ثورو، وليو تولستوي، وإليزه ريكلو. نادت حركة العريّ الأناركية بالنباتية، والحب الحر، والعريّ، ووجهة نظرٍ بيئية للعالم ضمن إطار المجموعات الأناركية وخارجها.
دعت حركة العريّ الأناركية إلى نظرة إيكولوجية للعالم والقرى البيئية، وأعلت بشكل بارز العريّ كأسلوب لتفادي لسطحيّة المجتمع الصناعي والحداثة. نظر الأناركيون العراة الفردانيون إلى الفرد في جوانبه البيولوجية، والجسدية، والنفسية، وتجنبوا الالتزامات الاجتماعية وسعوا لإلغائها. لقيت هذه الأفكار أصداء في الدوائر الأناركية الفردانية في فرنسا وإسبانيا كذلك حيث روّج فيها فيديريكو أوراليس (الاسم المستعار لجون مونتسي) لأفكار غرافيل وزيسلي في مجلة لاريفيستا بلانكا (1898-1905).
كان لهذه الأفكار تأثير كبير لدرجة أنها استرعت انتباه الاتحاد الوطني للعمل-والاتحاد الإيبيري اللاسلطوي في إسبانيا. يذكر دانيل غيران في كتابه الأناركية: من النظرية إلى التطبيق، كيف أن «النقابية اللاسلطوية في إسبانيا قد ركزت طويلًا على حماية استقلال ما أسمتها المجموعات المتجانسة. وُجد الكثير من الخبراء للمذهب الطبيعي والنباتيّة بين أعضائها، وخصوصًا فلاحي وفقراء الجنوب». اعتُبر هذان النمطان المعيشيّان مناسبَين لتحضير الكائن البشري للمجتمع منعدم الجنسيّة. في مؤتمر سرقطسة، لم يُغفل الأعضاء المجتمعون ذكر مصير مجموعات العُراة، «الذين لا يناسبهم المجتمع الصناعي». بما أن هذه المجموعات ستكون عاجزة عن تلبية احتياجاتها الخاصة، فقد توقع المؤتمر أن مندوبيها في الاجتماعات الاتحادية للكوميونات سيستطيعون التفاوض على اتفاقيات اقتصادية خاصة بينهم وبين الكوميونات الزراعية والصناعية الأخرى. وهكذا، في فجر التحوّل الاجتماعي الشامل والدموي لم يُغفِل الاتحاد الوطني للعمل الطموحات الواسعة لأفراد البشر».

### الموضوعات المعاصرة
يُسهم الأناركيون في الحركات المناهضة للشمولية، والتي تعارض جميع أشكال السلطة المجردة على المستوى الأساسي، في سعيٍ منها لتحقيق علاقات متكافئة والدعوة لإقامة مجتمعات مبنية على التعاون المشترك. ولكن الأناركيون البدائيون يدفعون قُدُمًا بأفكار عدم السيطرة لتشمل جميع أنواع الحياة، ولا يقصرونها على حياة البشر، وهو ما يعتبر تجاوزٌ للتحليل الأناركي التقليدي. استرشادًا بأعمال علماء الإنسان، يدرس الأناركيون البدائيون أصول الحضارة ليصلوا إلى فهمٍ أعمق لما هم ضدّه، ولكيفية تشكّل المجتمعات المعاصرة، ومن أجل الدفع بعملية التغيير نحو الأمام بطريقة مستنيرة. يستلهم الأناركيون البدائيون الحركة اللاضيّة في إعادتهم إحياء الاتجاه المعادي للتكنولوجيا. لا يؤمن الأناركيّون المتمرّدون بالانتظار حتى تتمّ عمليّة ضبط الانتقادات، بل يهاجمون بشكل عفوي المؤسسات الحضارية المعاصرة.
يدين الأناركيون البدائيون للأمميّة الموقفيّة بالكثير من أفكارهم النقديّة لكتاب مجتمع الاستعراض، والاستغراب عن المجتمع المؤسس على السلعيّة. تستقي الأناركية البدائية نظرتها من علم البيئة المتقدّم بأن عافية جميع أشكال الحياة ترتبط بالإدراك للأهمية الكامنة والقيمة الجوهرية لعالم غير البشر، بغض النظر عن قيمته الاقتصادية. يرى الأناركيون البدائيون في تقدير علم البيئة المتقدم لغنى وتنوّع الحياة يرون فيه إسهامًا في فكرة أن التدخل البشري الحالي في عالم غير البشر قهريّ ومفرِط.
يطرح أنصار المنطقة الأحيائيّة فكرة عيش الفرد في منطقته الأحيائية، وأن يكون على ارتباط وثيق بالأرض، والماء، والمناخ، والنباتات، والحيوانات، والأنماط السائدة في منطقته الأحيائية.
تأثر بعض الأناركيين البدائيين بعدد من ثقافات الشعوب الأصلية. يسعى الأناركيون البدائيون لتعلم وإدماج التقنيات المستدامة للبقاء على قيد الحياة وأساليب صحية أكثر للتعامل مع الحياة. كما يستلهم بعضهم الآخر ثقافة البرية الفرعيّة، حيث يتخلى الناس فيها عن الاستئناس ويعيدون إدماج أنفسهم في البريّة.

## المفاهيم الرئيسية
يرى بعض الأناركيين البدائيين أنه قبل حلول مرحلة الزراعة في التاريخ البشري، فقد عاش البشر في مجموعات متنقلة صغيرة متكافئة اجتماعيّاً وسياسيّاً اقتصادياً. أحيانًا تُعتبر هذه المجموعات الخالية من هرميّة تُعتبر تجسيدًا لشكلٍ من أشكال الأناركية اللاسلطوية.
يعتقد الأناركيون البدائيون أنه بعد ظهور الزراعة فقد وقعت البشرية في فخ الاعتماد المتزايد على التكنولوجيا وهياكل السلطة المجردة التي نشأت من تقسيم العمل والتراتبية. ثمة خلاف ضمن الحركة بشأن درجة البستنة الواجب وجودها في المجتمع الأناركي، إذ يجادل البعض بأن الزراعة المعمّرة قد تؤدي دورًا ما، بينما يدافع البعض الآخر عن نمط معيشة الصيد-والجمع.
استقت الأناركية البدائية الكثير من أفكارها من الأناسة الثقافية وعلم الآثار. اعتبارًا من ستينيات القرن العشرين، راح الأكاديميون يعيدون تقييم المجتمعات التي كان يُنظر إليها على أنها «بربريّة»؛ ويعتقد بعض العلماء الآن أن تلك المجتمعات المبكرة في تاريخ البشرية عاشت في ازدهار وسلامٍ نسبيّ فيما أطلق عليه تسمية «المجتمع الأصلي الموسِر». ذكر كلّ مِن عالم الآثار فرانك هول، المختص بالزراعة في التاريخ، وكينت فلانير، المتخصص بحضارات وسط أمريكا، يذكران بأن «ما من جماعة في تاريخ العالم تمتعت بوقت فراغها كما فعلت مجتمعات الصيد والجمع، التي أمضى أفرادها أوقاتهم في الألعاب، والمحادثة، والاسترخاء». يذكر جاريد دايموند في مقاله «أكبر خطأ في تاريخ البشرية» بأن الصيادون الجامِعون عاشوا ما يمكن اعتباره أنجح نمط حياةٍ وأطوله في تاريخ البشرية، على الضدّ مِن مجتمعات الزراعة، التي يصفها على أنها «فوضى»، وأنه «مِن غير الواضح فيما إذا بإمكاننا إيجاد الحلول لها». وفقًا للأدلة التي تدعم فكرة أن متوسط العمر قد تناقص مع تبني نمط الزراعة، نبّه عالم الأناسة مارك ناثان كوهين إلى الحاجة لمراجعة الفكرة التقليدية القائلة بأن الحضارة تمثّل التقدم في صالح البشر.